# Pärlhalsad trädklättrare
Pärlhalsad trädklättrare (Dendrexetastes rufigula) är en fågel i familjen ugnfåglar inom ordningen tättingar.

## Utseende och läte
Pärlhalsad trädklättrare är en stor och enfärgat brun trädklättrare. Fjäderdräkten är rödbrun med olivbrun undersida, kraftig gråfärgad näbb och på vissa fåglar tunna vita strimmor på bröstet som formar ett halsband. De flesta andra trädklättrare är mycket mer streckade. Jämfört med sepiaträdklättrare och vithakad trädklättrare har den ännu jämnare brunt ansikte utan några särskilda teckningar och kraftigare, ljusare grå näbb. Sången består av ett explosivt fallande skallrande ljud som avslutas med en låg drill.

## Utbredning och systematik
Pärlhalsad trädklättrare placeras som enda art i släktet Dendrexetastes. Den delas in i fyra underarter med följande utbredning:
- D. r. devillei – förekommer i västra Amazonområdet (sydöstra Colombia och nordöstra Bolivia)
- D. r. rufigula – förekommer i Guyanaregionen och norra Brasilien
- paraensis/monileger-gruppen
  - D. r. monileger – förekommer i västra Brasilien (från floden Madeira till gränsen mellan Amazonas och Mato Grosso)
  - D. r. paraensis – förekommer i nordöstra Brasilien (söder om Amazonfloden i Pará)

## Levnadssätt
Pärlhalsad trädklättrare hittas i låglänta områden, vanligen i ungskog och skogsbryn oft ofta kring floder och sjöar.

## Status
Arten har ett stort utbredningsområde och beståndet anses stabilt. Internationella naturvårdsunionen IUCN listar den därför som livskraftig (LC).

## Bilder

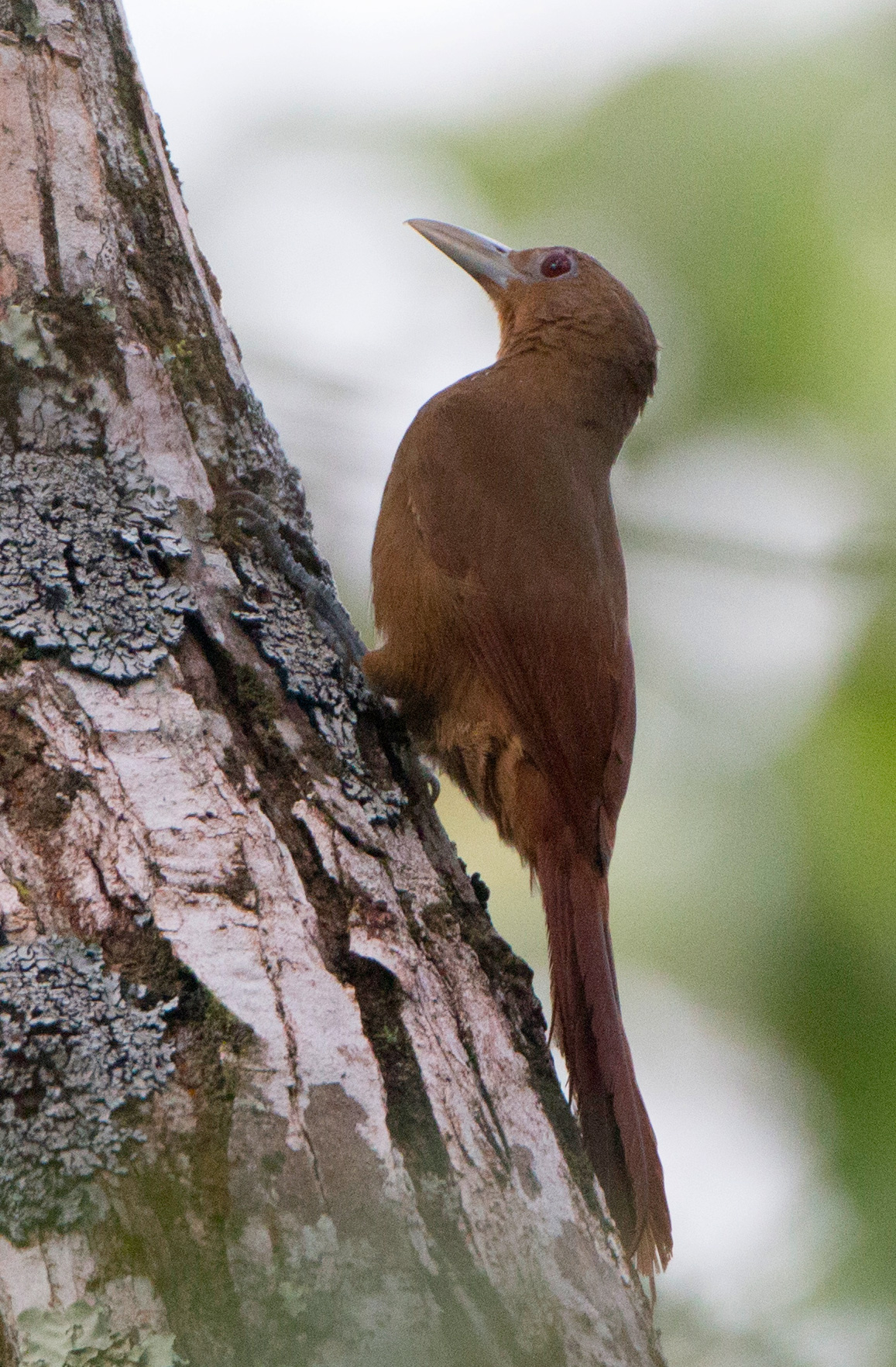
Nära Sacha Lodge i Ecuador